# Принстон (Каліфорнія)
Принстон (англ. Princeton) — переписна місцевість (CDP) в США, в окрузі Колуса штату Каліфорнія. Населення — 309 осіб (2020).

## Географія
Принстон розташований за координатами 39°24′10″ пн. ш. 122°1′16″ зх. д. / 39.40278° пн. ш. 122.02111° зх. д. (39.402850, -122.021225).  За даними Бюро перепису населення США в 2010 році переписна місцевість мала площу 4,76 км², уся площа — суходіл.

## Демографія
Згідно з переписом 2010 року, у переписній місцевості мешкали 303 особи в 124 домогосподарствах у складі 88 родин. Густота населення становила 64 особи/км².  Було 158 помешкань (33/км²).
Расовий склад населення:
| - 71,6 % — білих - 3,3 % — корінних американців - 0,3 % — вихідців з тихоокеанських островів - 0,3 % — азіатів - 23,1 % — осіб інших рас |

До двох чи більше рас належало 1,3 %. Частка іспаномовних становила 30,7 % від усіх жителів.
За віковим діапазоном населення розподілялося таким чином: 19,8 % — особи молодші 18 років, 64,0 % — особи у віці 18—64 років, 16,2 % — особи у віці 65 років та старші. Медіана віку мешканця становила 47,1 року. На 100 осіб жіночої статі у переписній місцевості припадало 103,4 чоловіків;  на 100 жінок у віці від 18 років та старших — 109,5 чоловіків також старших 18 років.
Середній дохід на одне домашнє господарство  становив 59 415 доларів США (медіана — 46 944), а середній дохід на одну сім'ю — 78 278 доларів (медіана — 71 250). За межею бідності перебувало 3,5 % осіб, у тому числі 0,0 % дітей у віці до 18 років та 0,0 % осіб у віці 65 років та старших.
Цивільне працевлаштоване населення становило 92 особи. Основні галузі зайнятості: сільське господарство, лісництво, риболовля — 31,5 %, мистецтво, розваги та відпочинок — 28,3 %, інформація — 8,7 %, публічна адміністрація — 6,5 %.